# 6,5 mm Grendel
Grendel 6.5mm (6,5 × 39mm) là một cỡ đạn trung gian được thiết kế bởi Arne Brennan, Bill Alexander và Janne Pohjoispää như một loại đạn có độ giật thấp, độ chính xác cao, có phạm vi bắn từ 150–750 m dành riêng cho AR-15. Nó là một biến thể cải tiến của đạn PPC 6,5mm. Kể từ khi được giới thiệu, nó đã được chứng minh là một thiết kế đa năng và hiện đang mở rộng ra các loại súng khác bao gồm súng trường khóa nòng trượt và dòng súng Kalashnikov.
Cái tên "6.5mm Grendel" là nhãn hiệu thuộc sở hữu của Alexander Arms cho đến khi nó được phát hành hợp pháp để cho phép cỡ đạn trở thành tiêu chuẩn SAAMI.

## Phát triển và lịch sử
Mục tiêu thiết kế của Grendel 6,5mm là tạo ra một cỡ đạn có tầm bắn hiệu quả trong phạm vi từ 150 đến 750 m cho họ súng AR-15, vượt qua hiệu suất của cỡ đạn 5,56mm NATO /.223 Remington. Bị hạn chế bởi chiều dài củakiểun đạn NATO 5,56 × 45mm, các nhà thiết kế Grendel đã quyết định sử dụng vỏ có đường kính lớn hơn nhưng có chiều dài ngắn hơn để có thể chứa được lượng thuốc đẩy nhiều hơn trong khi vẫn đảm bảo được đạn có hệ số đạn đạo (ballistic coefficient - BC) cao. Nhà máy sản xuất đạn được đã nạp thuốc theo định lượng từ 90 đến 129 grain (5.8–8.4 g), vận tốc mũi của đạn dao động từ 2.500 ft/s (760 m/s) với 129- và 130 grain (8,4 g) đạn tới 2.900 ft/s (880 m/s) với 90 gr (5,8 g) đạn (có vận tốc tương tự 5,56   mm 77 grain (5,0 g) viên). Tùy thuộc vào vật liệu chế tạo, đạn 6,5 Grendel có trọng lượng 14,7 đến 17,8 gam (227 đến 275 gr).
Đường kính đầu vỏ của Grendel giống như của đạn 0,22 Russian, 7,62×39mm và 6,5mm PPC. Đường kính này lớn hơn NATO 5,56 × 45mm, do đó bắt buộc phải sử dụng loại thoi đấy phi chuẩn AR-15. Đường kính đầu đạn tăng dẫn đến giảm một chút hiệu suất so với cỡ đạn M16 / AR-15 tiêu chuẩn. Một băng đạn Grendel có cùng kích thước với băng đạn STANAG 30 viên đạn 5,56 sẽ chứa 26 viên đạn 6,5mm.

## Hiệu suất

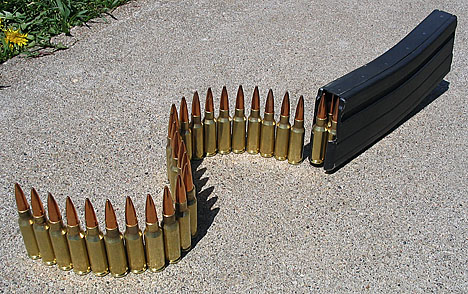
Băng đạn Grendel 26 viên

Những người đề xuất khẳng định rằng Grendel là một loại đạn trung gian giữa NATO 5,56 × 45mm và NATO 7,62 × 51mm. Nó giữ lại động năng ở pha cuối lớn hơn cân xứng với phạm vi hiệu quả rộng hơn so với với 2 loại đạn trên hệ số đạn đạo cao hơn. Ví dụ: 123 gr (8,0 g)    6.5 Grendel có động năng lớn lượng hơn và xuyên giáp tốt hơn ở tầm 1.000 mét so với loại đạn M80 7.62 NATO 147 gr (9,5 g) lớn hơn và nặng hơn.
Để có được đạn đạo vượt trội hơn đạn 7.62 × 51mm, một loại súng có nòng dài hơn và bắn một viên đạn nặng hơn là cần thiết. Để đạt được kết quả tương tự từ các nòng súng có chiều dài ngắn hơn, thậm chí các viên đạn nặng hơn là cần thiết.

### Đạn đạo mở rộng

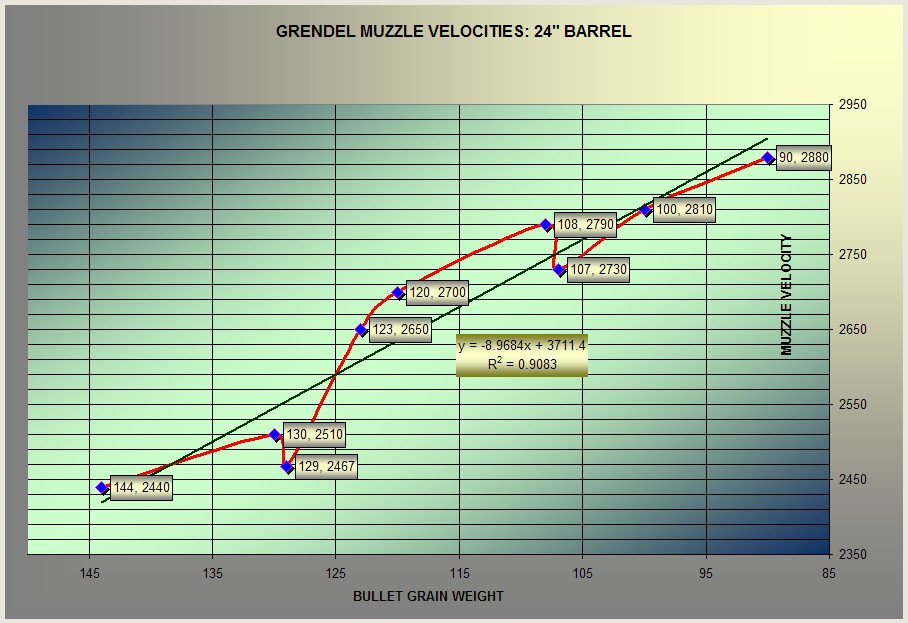
So sánh thay đổi vẫn tốc mũi với trọng lượng đạn

Như đã nói ở trên, trường hợp đạn Grendel có liên quan rất chặt chẽ với trường hợp đạn 0,22 Russian. Nói chung, mỗi grain trọng lượng đạn bổ sung sẽ giảm vận tốc mũi xuống 10,8   ft / s (6.1   m / s cho mỗi gram) và mỗi inch chiều dài nòng bổ sung sẽ tăng vận tốc mũi thêm 20   ft / s (2.4   m / s cho mỗi centimet. Chi tiết cụ thể dưới dạng biểu đồ được Alexander Arms công bố.

## Sử dụng trong quân đội và cảnh sát
Serbia đang trong quá trình áp dụng khẩu súng trường Zastava M17 do Zastava Arms chế tạo  với cỡ nòng Grendel 6,5 mm làm vũ khí chính cho các lực lượng vũ trang của mình. Một khẩu súng trường do Mỹ sản xuất với cỡ nòng Grendel 6,5mm cũng có thể được sử dụng trong vũ khí cho các đơn vị lực lượng đặc biệt sau khi nó vượt qua thử nghiệm tại Trung tâm Kiểm tra Kỹ thuật. Ba loại đạn Grendel 6,5mm do Prvi Partizan Uzice Serbia sản xuất sẽ được thử nghiệm để sử dụng với những khẩu súng trường này.